# Рабкова, Марфа
Марфа Рабко́ва (Мария Александровна Рабкова; бел. Марфа Рабкова, Марыя Аляксандраўна Рабкова; род. 6 января 1995) — белорусская правозащитница, координатор волонтёров правозащитного центра «Весна». 17 сентября 2020 года арестована, ей предъявили обвинения по трём статьям Уголовного кодекса Республики Беларусь, ей грозит до 12 лет лишения свободы. В 2020 году удостоена международной премии «Человек человеку» вместе с тремя другими белорусскими правозащитниками.

## Биография
В 2012 году поступила в Белорусский государственный педагогический университет имени Максима Танка для обучения по специальности «Биология и география», в 2016 году была вынуждена забрать документы из-за давления руководства вуза после участия в протестной акции. Пыталась восстановиться в Могилёвском государственном университете для завершения обучения по той же специальности, но, по собственным словам, комиссия пыталась не допустить её зачисления. Также, по её собственному заявлению, «по звонкам из спецслужб ее несколько раз увольняли, а иногда и прямо на собеседовании говорили, что не могут принять её на работу, потому что им звонили „оттуда“». В 2017 году поступила в Европейский гуманитарный университет в Вильнюсе по специальности «Международное право и право ЕС». Несколько лет она занималась правозащитной деятельностью. В 2019 году возглавила волонтёрскую службу белорусского правозащитного центра «Весна».
В 2020 году Марфа Рабкова участвовала в наблюдении за проведением мирных собраний, активно участвовала в наблюдении за ходом президентских выборов 2020 года (кампания «Правозащитники за свободные выборы»). После начала массовых протестов документировала свидетельства пыток и жестокого обращения со стороны силовиков против участников акций протеста. 17 сентября 2020 года она была задержана в Минске сотрудниками ГУБОПиК МВД Республики Беларусь, в квартире, где она жила с мужем, был проведён обыск. Первоначально её задержали в рамках уголовного дела по статье 293, часть 3 Уголовного кодекса Республики Беларусь («Обучение или иная подготовка лиц для участия в массовых беспорядках, либо финансирование такой деятельности»), 19 сентября 2020 года Рабкова переведена в СИЗО № 1 города Минска. Основанием для обвинения стала материальная помощь, которую Рабкова оказывала осуждённым за мирные протесты людям в оплате штрафов. 21 сентября 2020 года 11 белорусских правозащитных организаций признали Рабкову политической заключённой. 22 сентября 2020 года Amnesty International признала Рабкову узницей совести и призвала к её немедленному и безоговорочному освобождению. В ноябре 2020 года шефство над Рабковой взяла депутат Бундестага Агнешка Бругер. Преподаватели ЕГУ подписывали поручительства, стремясь изменить Марфе меру пресечения на подписку о невыезде, чтобы она могла закончить обучение дистанционно. В заключении Рабкова начала жаловаться на ухудшение здоровья — острую зубную боль, воспаление лимфоузлов, боли внизу живота, однако администрация СИЗО несколько месяцев отклоняла просьбы о предоставлении медицинской помощи. По словам мужа, за год пребывания в СИЗО Марфа переболела коронавирусом и похудела на 20 килограмм, у неё упало давление, и она несколько раз падала в обморок. Во время пребывания в СИЗО у неё умер отец, но её не отпустили попрощаться с ним. В феврале 2021 года Рабковой были предъявлены новые обвинения по статьям 130, ч. 3 («Разжигание социальной вражды к власти группой невыясненных лиц») и 285, ч. 2 («Участие в преступной организации»). По совокупности предъявленных обвинений Рабковой грозит 12 лет лишения свободы.
В 2021 году Марфе Рабковой была присуждена международная премия «Человек человеку» (лат. Homo homini).
25 апреля 2022 года в Минском городском суде началось рассмотрение дела. По ходатайству прокурора Романа Бизюка судья Сергей Хрипач закрыл процесс. Причина — «в материалах уголовного дела имеются материалы экстремистской направленности».
4,5 месяца спустя, 6 сентября 2022 г., был вынесен приговор: 15 лет колонии в условиях общего режима и штраф в размере 700 базовых величин (22 400 белорусских рублей, или свыше 8 800 долларов). 28 февраля 2023 года Верховный суд вынес окончательный приговор — 14 лет и 9 месяцев колонии общего режима. В середине марта 2023 года Марфу перевели в Гомельский ПК №4.